# José Eduardo Souza
José Eduardo Moraes Rego Sousa (Pedreiras, Maranhão, 30 de janeiro de 1934 – , 14 de março de 2022) foi um médico cardiologista brasileiro. É considerado um dos grandes nomes da cardiologia brasileira.

## Biografia
Pioneiro da Cardiologia Intervencionista (hemodinâmica), fez as primeiras cineangiocoronariografias no Brasil (1966) e é o criador da técnica (2001) de revestir o stent a ser implantado na artéria coronária com um fármaco (rapamicina), que reduz a reestenose, isto é, impede que a artéria desenvolva novamente estreitamento no sítio tratado. 
Formado em medicina pela Universidade Federal de Pernambuco (1958). Concluiu a especialização em cardiologia pediátrica, pela Harvard Medical School, em 1963, e o doutorado em cardiologia pela Universidade de São Paulo, três anos mais tarde.
Foi diretor do Instituto Dante Pazzanese de Cardiologia entre 1983 e 2004. É membro da Academia Brasileira de Medicina, livre-docente da Escola Paulista de Medicina e professor da Faculdade de Medicina da Universidade de São Paulo.
Membro da Academia Nacional de Medicina, ocupando a Cadeira "09".

## Morte
Morreu em 14 de março de 2022, aos 88 anos de idade.